# Anton Wetterling
Gustaf Anton Wetterling, född 2 mars 1859 i Järeda socken, Kalmar län, död 27 september 1931 i Sala stadsförsamling, Sala, var en svensk häradshövding.
Wetterling, som var son till lantbrukare Gustaf Wetterling och Carolina Ericson, avlade hovrättsexamen 1884, blev e.o. notarie i Göta hovrätt 1884, var extra länsnotarie 1885–1886, blev vice häradshövding 1887, var amanuens, fiskal och adjungerad ledamot i Göta hovrätt 1889–1892, t.f. rådman och t.f. auditör 1889 och 1892, t.f. domhavande 1893–1902 och blev häradshövding i Västmanlands östra domsaga 1902. Han ordförande i styrelsen för Upplands enskilda banks avdelningskontor i Sala, för Sala stads sparbank och för Sala elektricitetsverk. Han var stadsfullmäktiges ordförande i Sala från 1912. Wetterling är begravd på Västerlövsta kyrkogård.